# Muntiacus montanus
O muntíaco-de-sumatra (Muntiacus montanus) é um cervídeo que pode alcançar o tamanho de um cão de grande porte. Foi descoberto em 1914, mas não fora visto desde 1930, até que, em 2002, um exemplar foi libertado de uma armadilha de caçadores, no Parque Nacional de Kerinci Seblat, em Sumatra, na Indonésia. Dois outros veados da espécies foram fotografados no parque. Se encontra na Lista Vermelha da IUCN desde 2008. No entanto, encontra-se na categoria Dados Insuficientes, devido à existência de discussões taxonômicas a seu respeito (é considerado uma subespécie de muntíaco-comum, por alguns autores, de modo a ser classificada como Muntiacus muntjak montanus). A distribuição do M. montanus também é incerta - talvez abranja também o oeste de Sumatra, uma vez que alguns espécimes de M. muntjak podem ser reclassificados como muntíacos-de-sumatra.